# Catherine Hardy
Pour les personnes ayant le même patronyme, voir Hardy.
Catherine Hardy Lavender, née le 8 février 1930 à Carrollton et morte le 8 septembre 2017, est une athlète américaine spécialiste du sprint.

## Biographie
Étudiante à l'université de Géorgie, elle remporte en 1949 le titre du 50 yards des Championnats de l'Amateur Athletic Union (AAU) en établissant un nouveau record national. Trois ans plus tard, elle s'impose à trois reprises lors de cette même compétition sur 50 m, 100 m et 200 m, avant de se qualifier pour les Jeux olympiques d'Helsinki en établissant un nouveau record des États-Unis du 200 m. Éliminée en quart de finale du 100 m et en demi-finale du 200 m, elle remporte le titre olympique du relais 4 × 100 m aux côtés de ses compatriotes Mae Faggs, Barbara Jones et Janet Moreau. L'équipe américaine établit à cette occasion un nouveau record du monde de la discipline en 45 s 9 et devance finalement l'Allemagne et le Royaume-Uni.
Ses records personnels sont de 11 s 8 sur 100 m et 24 s 3 sur 200 m (1952).

## Palmarès
| Date | Compétition     | Lieu     | Place | Discipline |
| ---- | --------------- | -------- | ----- | ---------- |
| 1952 | Jeux olympiques | Helsinki | 1re   | 4 × 100 m  |